# Ambient house
Ambient house is een elektronisch muziekgenre dat eind jaren 1980 opkwam, Het is een subgenre van de housemuziek en heeft elementen van ambient. Maar ook zijn elementen uit reggae, dub en New Age geregeld aanwezig. Ambient house-nummers bestaan vaak uit atmosferische zang ondersteund door synthesizers.

## Ontstaan
Het ambient house genre ontstond in de late jaren tachtig als muziek voor de chillrooms, waar feestgangers even konden uitrusten, met elkaar praten of drugs gebruiken. In deze ruimten was behoefte aan wat rustigere muziek. In de Londense club heaven was rond 1989 dj Alex Patterson verantwoordelijk voor de muziek. Hij draaide ambientplaten van Brian Eno en Tangerine Dream maar ook reggae. Maar ook de opzet van housemuziek zelf bleek zich te lenen voor experimenten met dromerige sfeermuziek. De platen als Sueno Latino van het gelijknamige project en Pacific State van 808 State pasten in die beweging. Patterson maakte in 1989 samen met Jimmy Cauty de track A Huge Ever Growing Pulsating Brain That Rules from the Centre of the Ultraworld als The Orb. Een langdurige trip met electronica vol samples. Het werd zelfs een kleine hit. Cauty was ook deel van de act The KLF. Begin 1990 brachten ze het album Chill out uit. Een album van The Orb liet door perikelen tussen Cauty en Patterson op zich wachten tot 1991. The Orb bracht met de albums Adventures Beyond the Ultraworld (1991) en U.F. Orb (1992) het genre naar de huiskamers en de festivals. Hoewel niet direct betrokken bij de ambienthousescene had ook de doorbraak van het Duitse Enigma invloed door een brug te slaan met New Age. Ook de hit Falling (1990) van Julee Cruise was een belangrijke impuls van buitenaf.

## Ontwikkeling
In de vroege jaren negentig ontwikkelde het genre zich. In 1992 brak Aphex Twin door met Selected Ambient works 85-92. Dit album, en ook de veel killere opvolger Selected ambient works vol. 2 (1994), wisten veel indruk te maken op het publiek. Niet veel later maakte The Future Sound of London het geroemde dubbelalbum Life Forms. Iets toegankelijker was het werk van William Orbit op zijn Strange Cargo III. Diverse ambientacts braken daarna door zoals Biosphere, System 7 en Higher Intelligence Agency. Ook Pete Namlook drukte een stevige stempel op het genre met een gigantisch oeuvre en zijn label Fax +49-69/45046.
Diverse danceacts waagden zich aan het maken van ambienttracks, soms om albums op te vullen. The Prodigy ruimde op het album Music for the jilted generation ruimte in voor soortgelijke tracks in het zogenaamde Narcotic Suite gedeelte. The Shamen voegde op Axis Mutatis een tweede cd toe met ambienttracks. Jam & Spoon en Joey Beltram brachten eigen ambient albums uit met Tripomatic Fairytales 2002 (1993) en Aonox (1995). Ook de in 1994 gestarte verzamelreeks van Café del Mar maakte dankbaar gebruik van de populariteit van ambienthouse.

## Latere jaren
In de late jaren negentig nam de populariteit van ambienthouse af. In de chillrooms werd het genre in de verdrukking gebracht door triphop, Nu jazz en lounge. Daarnaast ontstonden er diverse mengvormen die door de media maar als downtempo werden benoemd. Ook ontwikkelde de scene zelf zich door naar de Intelligent dance music. Ook klinkt de invloed van ambient house door in muziek als minimal en de rustige varianten van dubstep, zoals Burial, Scuba en Zomby. Verdwenen is het nooit geheel. Zo nu en dan waagt een producer zich weer aan een ambient track. In 2007 bracht Spooky bij zijn album Open een tweede schijfje met ambientversies uit. Ook Daniel Avery maakt vanaf 2018 enkele albums, waarop hij terug grijpt naar de sound van de vroege jaren negentig. In 2020 komt er een opvallend album uit van producer MJ Cole. Op Madrugada vermengt hij ambient met lichte klassieke muziek.

## Artiesten
- 808 State
- Alter Ego
- Aphex Twin
- Dr. Atmo
- Daniel Avery
- Biosphere
- Boards of Canada
- Thomas Fehlmann
- Global Communication
- Juno Reactor
- Move D.
- Pete Namlook
- Porter Ricks
- Jonah Sharp
- Tetsu Inoue
- The Irresistible Force
- The KLF
- The Orb
- System 7
- Yellow Magic Orchestra

## Bekende ambient house platen
- Sueño Latino - Sueno Latino (1989)
- The Orb - A Huge Ever Growing Pulsating Brain That Rules from the Centre of the Ultraworld  (1989)
- The Orb - Little fluffy clouds (1990)
- The Grid - Floatation (1990)
- Rave-a-Graphixx - Cool down area (1992)
- The Orb - The Blue Room (1992)
- Leftfield - Fanfare of life (1992)
- Bizarre Inc. - Delicious Minds(1992)
- Sabres of Paradise - Smokebelch II (1993)
- The Future Sound of London - Cascade (1993)
- Underworld - River of Bass (1993)
- William Orbit - Water from a vine leaf (1993)
- Orbital - Halcyon (1993)
- Biosphere - Novelty waves (1994)
- Aphex Twin - Iccct Hedral (1995)
- Salt Tank - Saragasso sea (1995)
- Leftfield - Melt (1995)
- Speedy J - The Oil Zone (1995)
- Speedy J - Lanzarote (1995)
- I:Cube - Silence (1997)